# Pingquan
För andra betydelser, se Pingquan (olika betydelser).
Pingquan, även romaniserat Pingchüan, är ett härad som lyder under Chengdes stad på prefekturnivå i Hebei-provinsen i norra Kina. Det ligger omkring 240 kilometer nordost om huvudstaden Peking.